# Bayonvillers
Bayonvillers és un municipi francès situat al departament del Somme i a la regió dels Alts de França. L'any 2007 tenia 357 habitants.

## Demografia

### Població
El 2007 la població de fet de Bayonvillers era de 357 persones. Hi havia 128 famílies de les quals 24 eren unipersonals (12 homes vivint sols i 12 dones vivint soles), 36 parelles sense fills, 60 parelles amb fills i 8 famílies monoparentals amb fills.
La població ha evolucionat segons el següent gràfic:
Habitants censats

### Habitatges
El 2007 hi havia 156 habitatges, 133 eren l'habitatge principal de la família, 4 eren segones residències i 19 estaven desocupats. Tots els 156 habitatges eren cases. Dels 133 habitatges principals, 124 estaven ocupats pels seus propietaris, 6 estaven llogats i ocupats pels llogaters i 3 estaven cedits a títol gratuït; 5 tenien dues cambres, 18 en tenien tres, 36 en tenien quatre i 74 en tenien cinc o més. 102 habitatges disposaven pel capbaix d'una plaça de pàrquing. A 57 habitatges hi havia un automòbil i a 65 n'hi havia dos o més.

### Piràmide de població

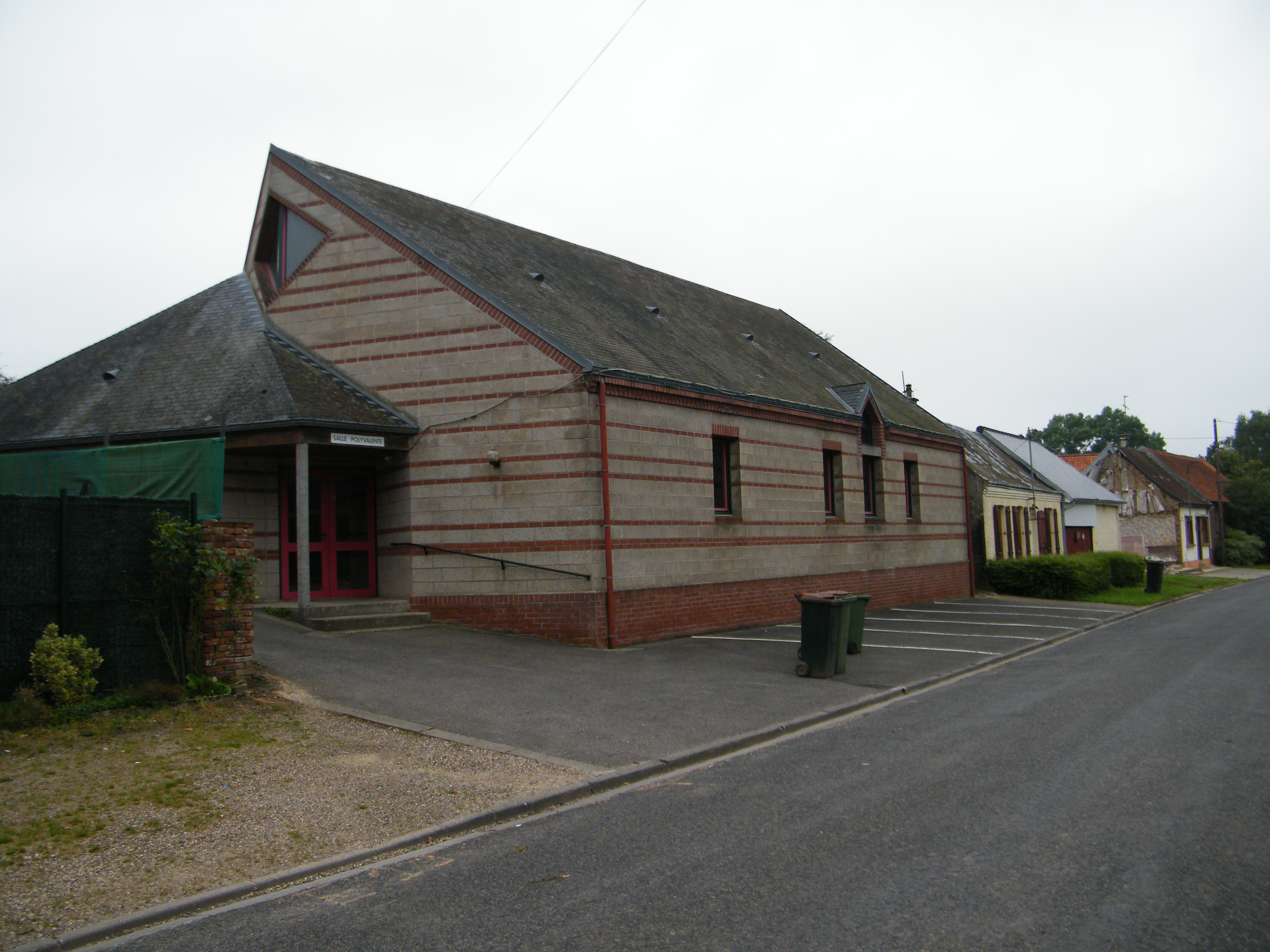

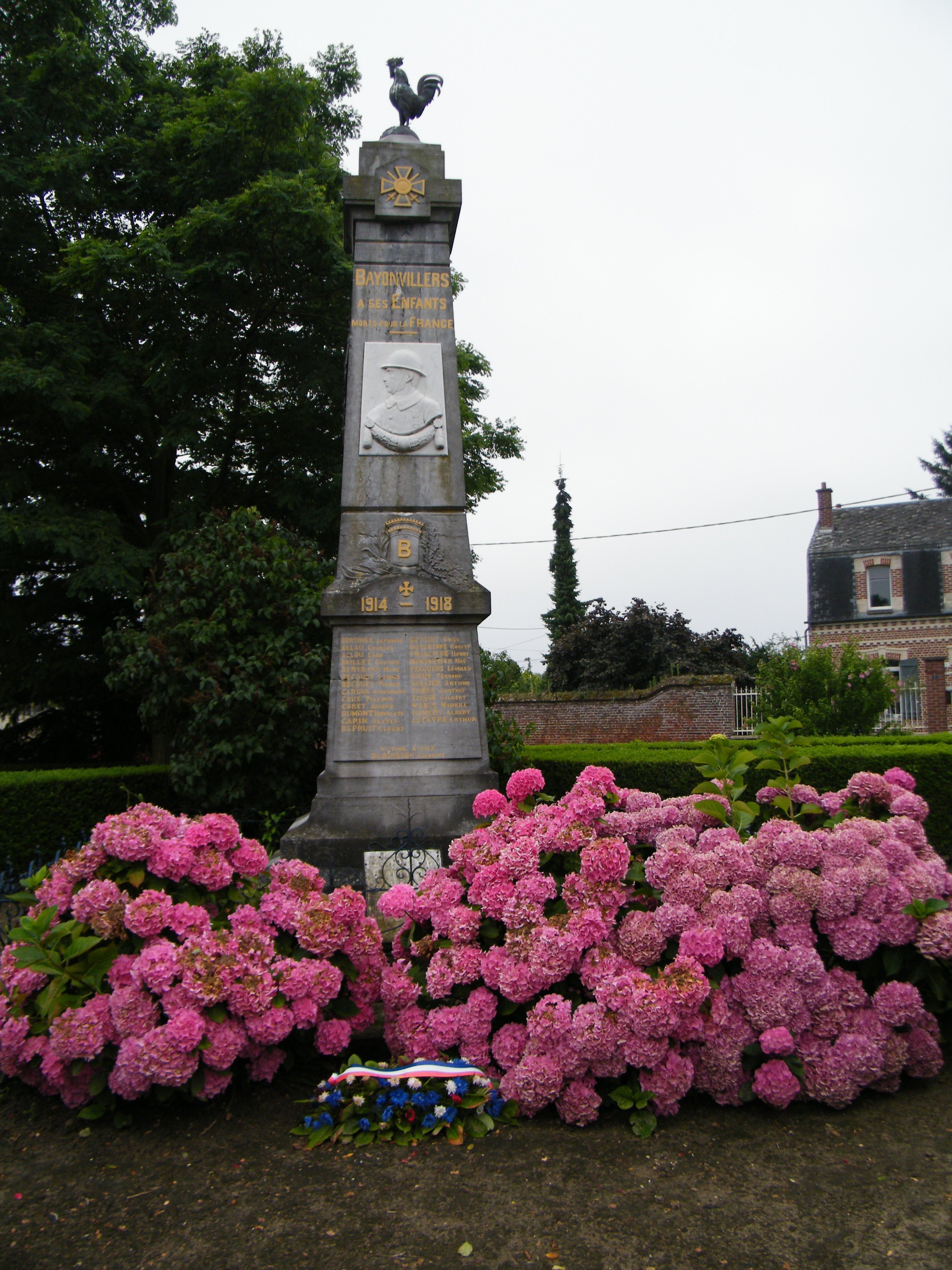

La piràmide de població per edats i sexe el 2009 era:
| Homes | Edats   | Dones |
| ----- | ------- | ----- |
| 0     | 95 o +  | 4     |
| 0     | 90 a 94 | 4     |
| 0     | 85 a 89 | 0     |
| 0     | 80 a 84 | 0     |
| 8     | 75 a 79 | 4     |
| 4     | 70 a 74 | 12    |
| 8     | 65 a 69 | 12    |
| 8     | 60 a 64 | 12    |
| 4     | 55 a 59 | 4     |
| 20    | 50 a 54 | 8     |
| 20    | 45 a 49 | 8     |
| 4     | 40 a 44 | 20    |
| 12    | 35 a 39 | 8     |
| 12    | 30 a 34 | 16    |
| 12    | 25 a 29 | 4     |
| 12    | 20 a 24 | 4     |
| 12    | 15 a 19 | 16    |
| 16    | 10 a 14 | 8     |
| 8     | 5 a 9   | 20    |
| 16    | 0 a 4   | 4     |

## Economia

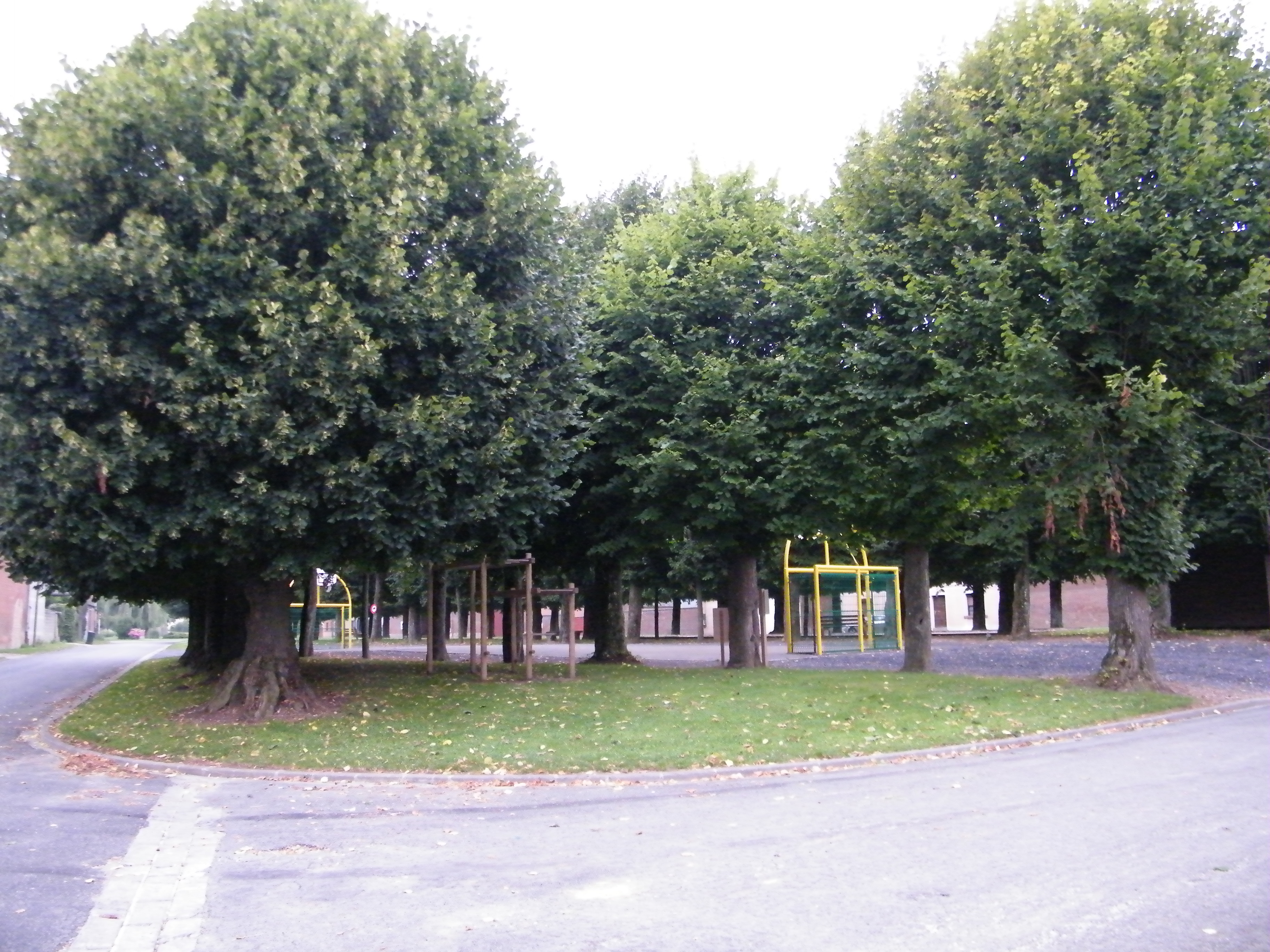

El 2007 la població en edat de treballar era de 214 persones, 158 eren actives i 56 eren inactives. De les 158 persones actives 145 estaven ocupades (79 homes i 66 dones) i 13 estaven aturades (5 homes i 8 dones). De les 56 persones inactives 23 estaven jubilades, 12 estaven estudiant i 21 estaven classificades com a «altres inactius».

### Ingressos

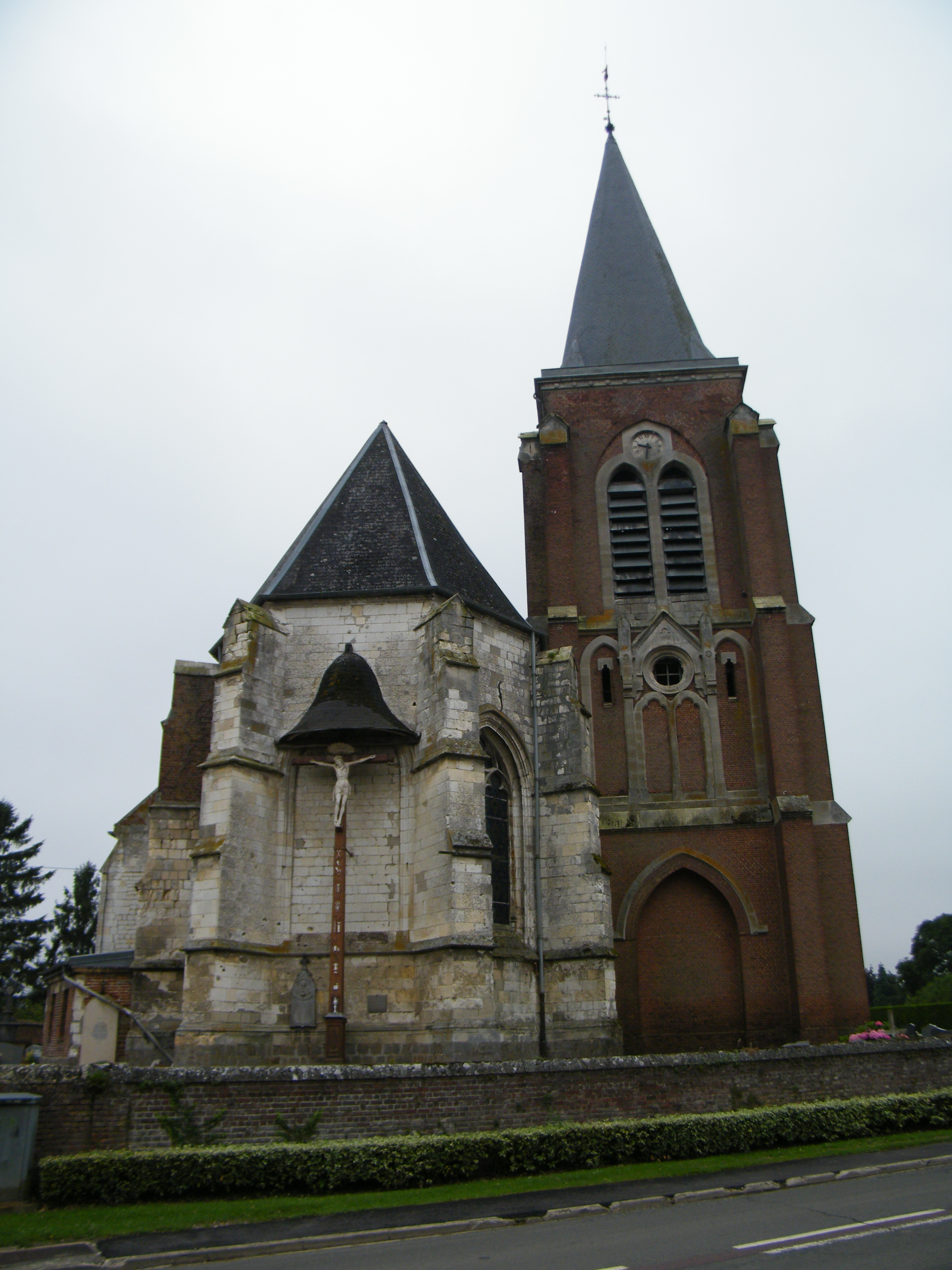

El 2009 a Bayonvillers hi havia 133 unitats fiscals que integraven 370,5 persones, la mediana anual d'ingressos fiscals per persona era de 15.683 €.

### Activitats econòmiques
Dels 4 establiments que hi havia el 2007, 1 era d'una empresa de construcció i 3 d'empreses de comerç i reparació d'automòbils.
Dels 3 establiments de servei als particulars que hi havia el 2009, 2 eren tallers de reparació d'automòbils i de material agrícola i 1 fusteria.
L'any 2000 a Bayonvillers hi havia 12 explotacions agrícoles que ocupaven un total de 1.092 hectàrees.

## Equipaments sanitaris i escolars
El 2009 hi havia una escola elemental integrada dins d'un grup escolar amb les comunes properes formant una escola dispersa.

## Poblacions més properes
El següent diagrama mostra les poblacions més properes.